# Houtteville
Houtteville ist eine Ortschaft und eine ehemalige französische Gemeinde mit 70 Einwohnern (Stand: 1. Januar 2019) im Département Manche in der Region Normandie. Sie gehörte zum Arrondissement Cherbourg und zum Kanton Carentan.
Mit Wirkung vom 1. Januar 2016 wurden die ehemaligen Gemeinden Picauville, Amfreville, Cretteville, Gourbesville, Houtteville und Vindefontaine zur namensgleichen Commune nouvelle Picauville zusammengeschlossen. Der Verwaltungssitz befindet sich im Ort Picauville.
Am 1. Januar 2017 trat noch die früher eigenständige Gemeinde Les Moitiers-en-Bauptois hinzu. Alle ehemaligen Gemeinden haben in der neuen Gemeinde den Status einer Commune déléguée.
Nachbarorte von Houtteville sind Beuzeville-la-Bastille im Nordwesten, Liesville-sur-Douve im Nordosten, Appeville im Südosten, Coigny im Südwesten und Cretteville (Berührungspunkt) im Westen.

## Einzelnachweise

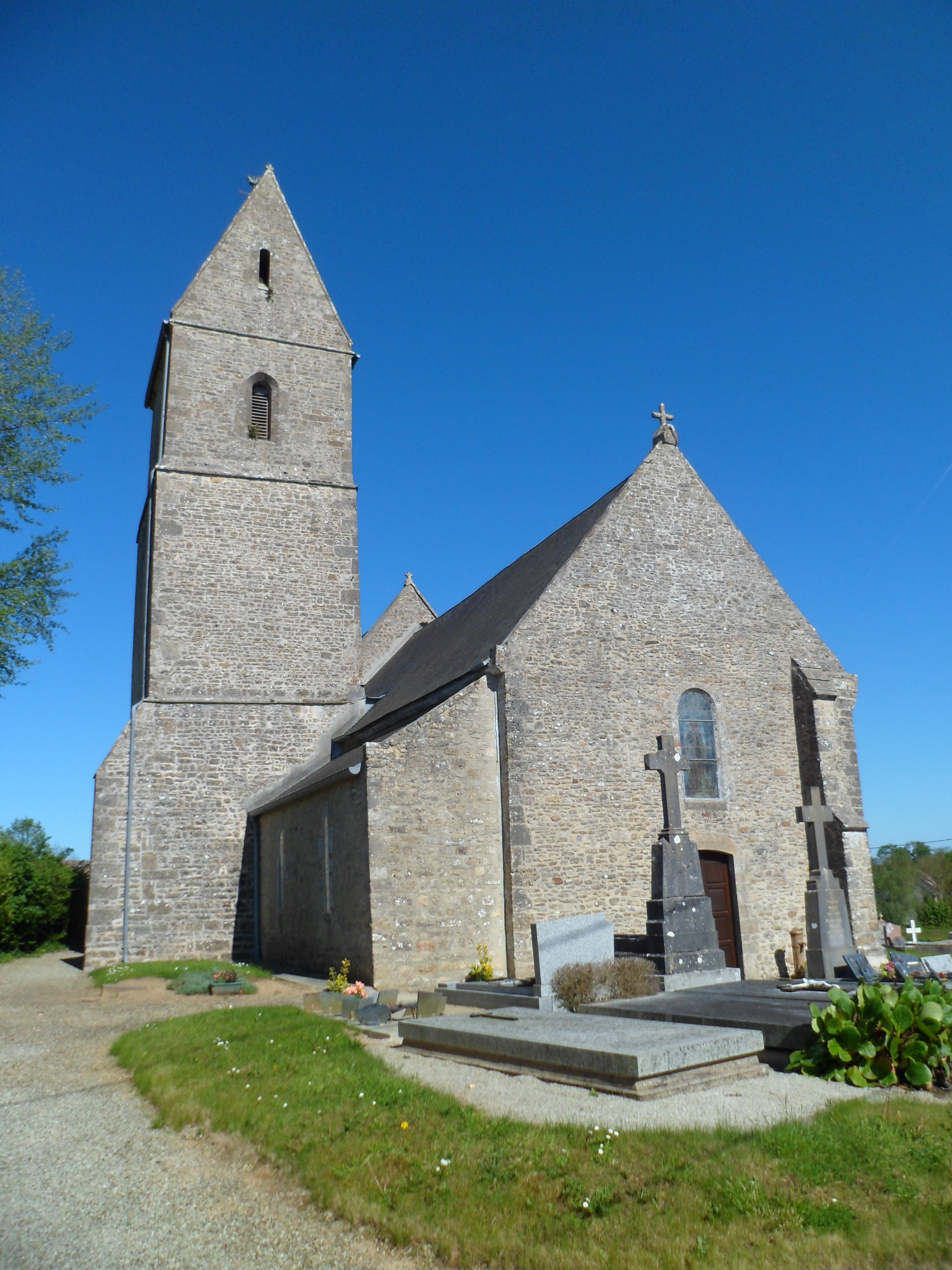
Kirche Saint-Jean-Baptiste

## Bevölkerungsentwicklung
| Jahr      | 1962 | 1968 | 1975 | 1982 | 1990 | 1999 | 2008 | 2015 |
| --------- | ---- | ---- | ---- | ---- | ---- | ---- | ---- | ---- |
| Einwohner | 138  | 121  | 125  | 96   | 78   | 81   | 94   | 79   |